# Loredana (cantante 1970)
Loredana Groza Boncea, nota semplicemente come Loredana (Gheorghe Gheorghiu-Dej, 10 giugno 1970), è una cantante e personaggio televisivo rumena.

## Biografia
Loredana si è fatta conoscere col primo album in studio Bună seara, iubito!, che ha superato la soglia delle 1,5 milioni di esemplari venduti. Sia Tomilio (1996) che Jamparalele (2006) hanno ricevuto la certificazione d'oro dalla Uniunea Producătorilor de Fonograme din România.
Ha cercato di rappresentare la Romania all'Eurovision Song Contest in tre occasioni, la più recente nel 2006. Apa (2012) è stato il suo primo brano a raggiungere il podio della Romanian Top 100. È stata candidata per l'MTV Europe Music Award al miglior artista rumeno del 2013. In precedenza, ha vinto due MTV Romania Music Awards.

## Discografia

### Album in studio
- 1988 – Bună seara, iubito!
- 1989 – Un buchet de trandafiri
- 1994 – Atitudine
- 1995 – Nascută toamna
- 1996 – Tomilio
- 2001 – Diva inamorata
- 2001 – Agurida
- 2002 – Zaraza, vânzătoarea de plăceri
- 2003 – Fata cu șosete de diamant
- 2004 – Zig zagga extravaganza
- 2006 – Jamparalele
- 2007 – My Love
- 2007 – Nana nanino
- 2007 – Made in Romanie
- 2008 – Tzuki
- 2009 – Sundance
- 2010 – Iubiland
- 2012 – Dragoste
- 2015 – Imaginarium

### Album video
- 2002 – Zaraza (Vânzătoarea de plăceri)
- 2010 – Iubiland

### EP
- 1999 – AromAroma
- 2021 – Santa Baby

### Raccolte
- 2008 – Loredana

### Singoli
- 2011 – Boom boom boom
- 2011 – Monalisa (feat. Jay Ko)
- 2012 – Ochii din vis
- 2013 – Viva mamaia (feat. Alex Velea, Cabron & Radu Mazare)
- 2013 – Nu știu cine ești (feat. Cornel Ilie)
- 2015 – Te iubesc (con Nadir)
- 2016 – Unde ești? (con i Deepcentral)
- 2017 – Ziua de azi
- 2017 – Fugit din rai
- 2017 – Avatar
- 2018 – Îngeri
- 2019 – Damdiridam
- 2020 – Sex pe canapea
- 2020 – Golan (con DL. Goe)
- 2020 – Peste Bucuresti (con Christian Eberhard)
- 2021 – Emoțiile
- 2022 – Dans, dans, dans
- 2022 – It's Magic
- 2023 – Diva de vis
- 2023 – Let It Burn
- 2023 – Mister amor (con Shift)
- 2023 – Roata
- 2024 – Hai, România! (con Marius Moga)
- 2024 – Majestic
- 2024 – Extravaganza
- 2024 – Ține-mă de mână (con Ștefan Bănică)
- 2024 – TLS (con YNY Sebi)
- 2025 – Scantei de timp

## Filmografia

### Cinema
- A doua cădere a Constantinopolului, regia di Mircea Mureșan (1994)
- Paradisul în direct, regia di Cornel Diaconu (1995)
- Asfalt Tango, regia di Nae Caranfil (1996)
- Vacuums (2001)
- Modigliani (2003)
- Supraviețuitorul, regia di Sergiu Nicolaescu (2008)
- Minte-mă frumos, regia di Iura Luncașu (2012)
- #Selfie 69 (2016)

### Televisione
- Lori, Dan și Tanti Mili – serie TV (2003)
- Daria, iubirea mea – serie TV (2006)
- Inimă de țigan – serie TV, 126 episodi (2007-08)
- Regina – serie TV, 160 episodi (2008-09)
- Aniela – serie TV, 160 episodi (2009-10)
- Moștenirea – serie TV (2010-11)
- Lasa-mă îmi place, Camera 609 – serie TV (2023)